# عنصل بحري
العُنْصُل البَحْرِيّ  أو البَاصُول أو العُنْصُلاَن أو بَصَل الفَأْر أو بَصَل الخِنْزِير أو بَصَل البَرّ أو البَصَل البَرِّيّ أو اشقيل الزنبقية أو اشقيلأو بصل فرعون ، فرعون (باللاتينية: Drimia maritima) نوع نباتي ينتمي إلى جنس العنصل من الفصيلة الهليونية. كان يعرف سابقًا باسم (باللاتينية: Urginea maritima).

## الموئل والانتشار

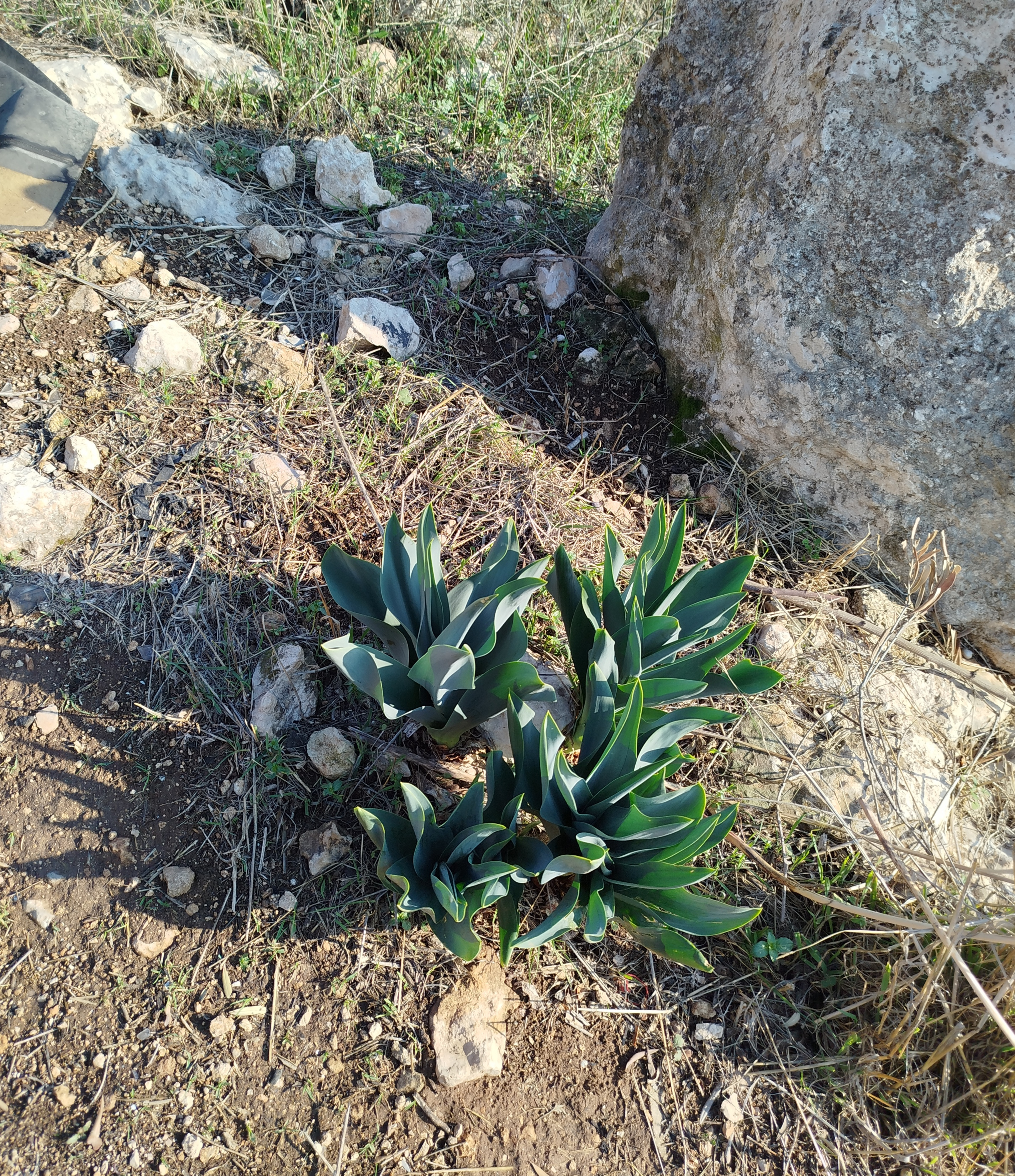
بصيل، يعرف أيضاً باسم عنصل بحري أو بصل الفأر، فلسطين

ينمو في منطقة غرب حوض البحر الأبيض المتوسط والمشرق العربي وبعض مناطق أفريقيا.

## الوصف النباتي
تظهر النبتة في بداية الخريف عند المطر الأول (لذلك تعد من مبشري الخريف) بظهور ساق بصلي رفيع وعليه ازهار تتعدد ألوانه حسب النوع من الأصفر إلى الأبيض والوردي تجدر الإشارة ان البدو في صحراء سيناء والنقب يسمونه الباصول ويستخدمونه كعلامة تفصل وتحد الحدود بين أراضيهم وأملاكهم نظرا لأنه يمد جذوره بعيدا في الأرض.
رأس الباصول يشبه رأس البصل لكنه أكبر حجما ولا يمتد بعيدا داخل الأرض أوراقه سامة جداً وهي خضراء وتصبح صالحة لمأكل الحيوانات عندما تجف. يعتبر مفيدًا من نواحٍ طبية ومعروف في عالم الطب والصيدلة إذ تفرز براعمه رحيقًا عسليًا كذلك يستخلص من النبات العديد من الأدوية مثل المسهلات. يقوي عضلات القلب ويساعد في منع التقيؤ.

## معرض صور

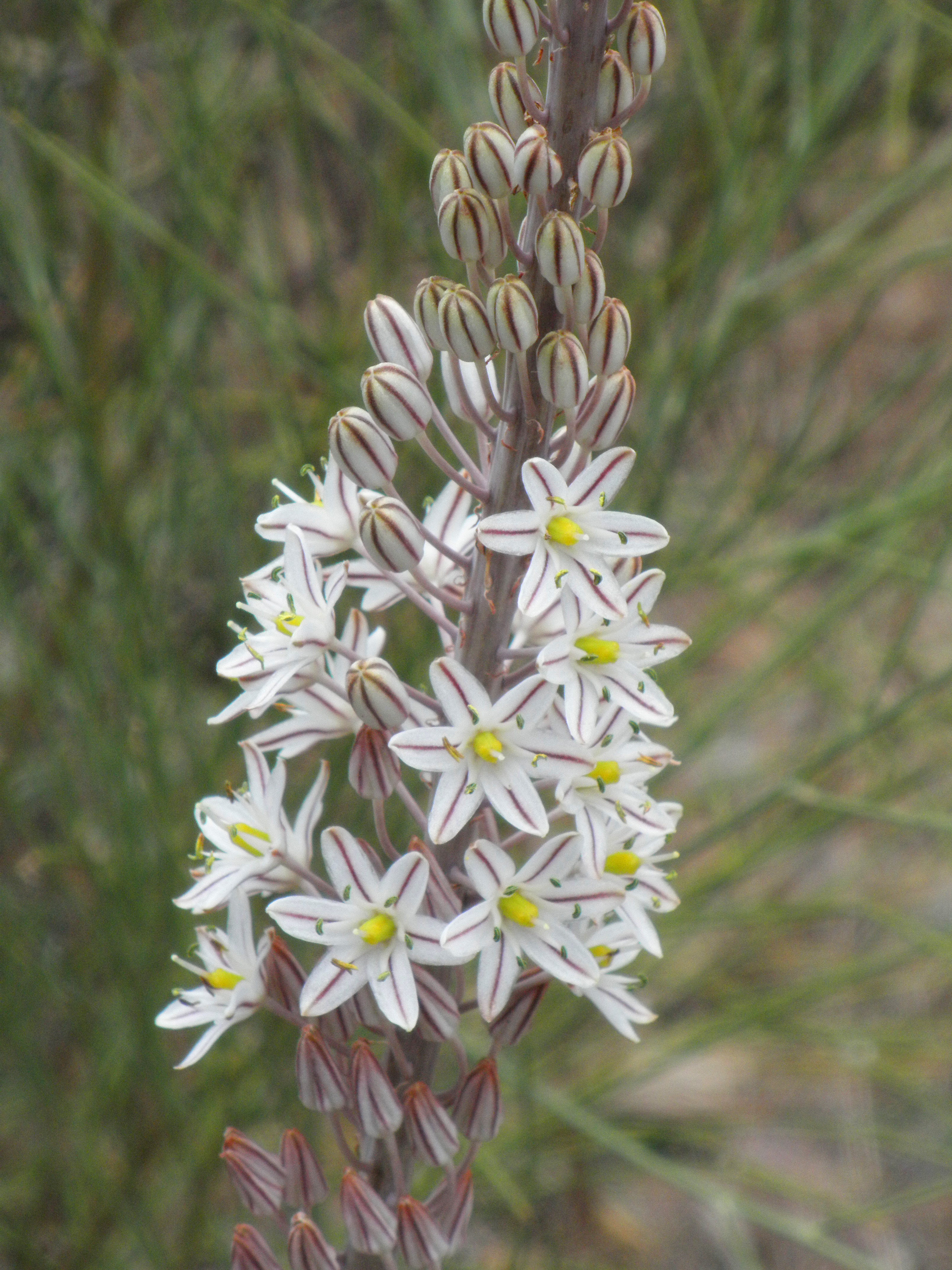
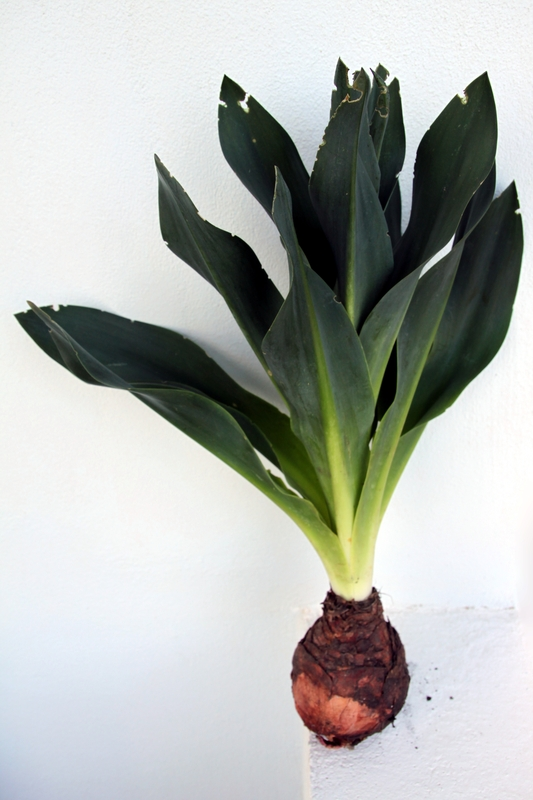
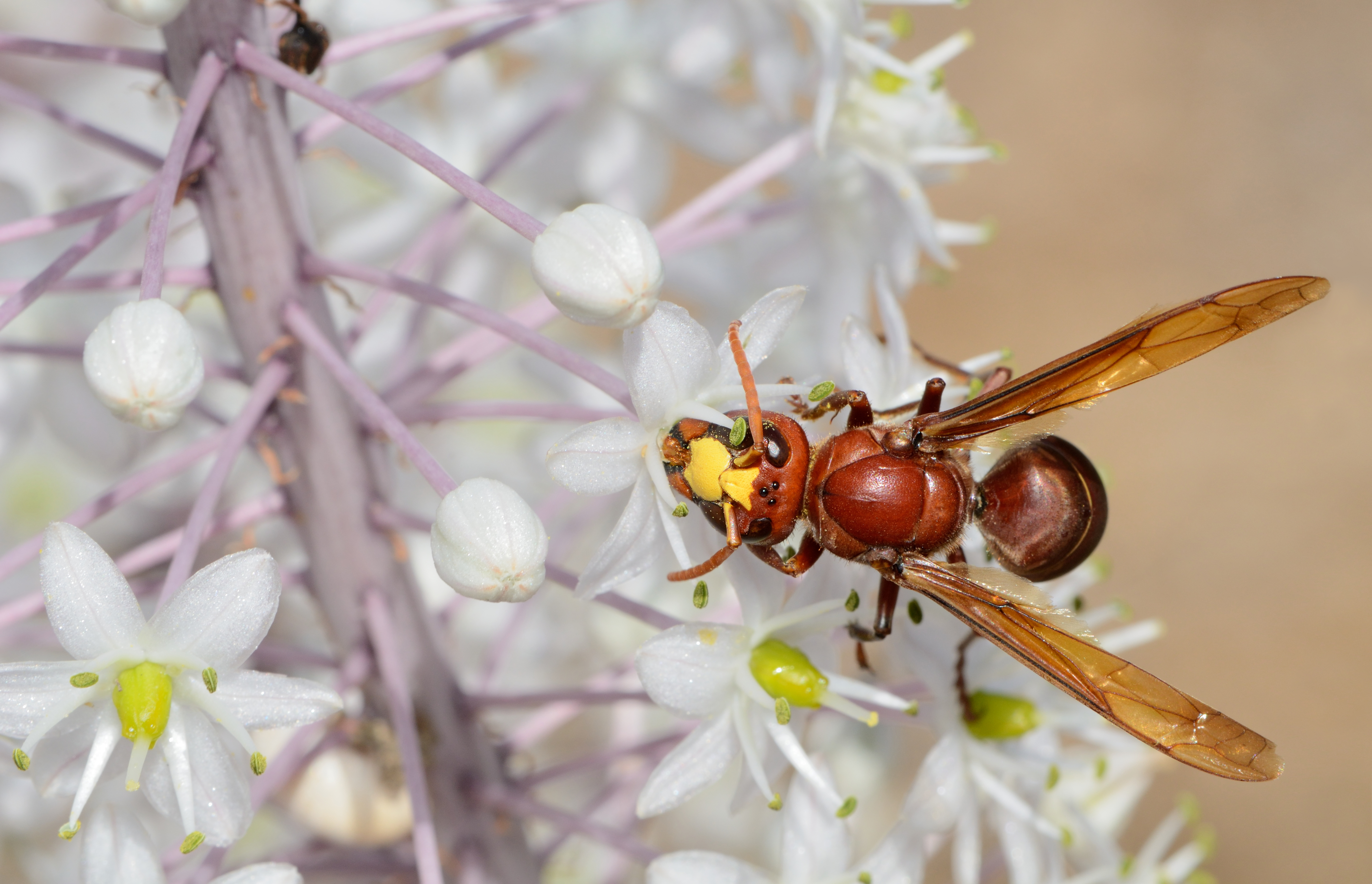
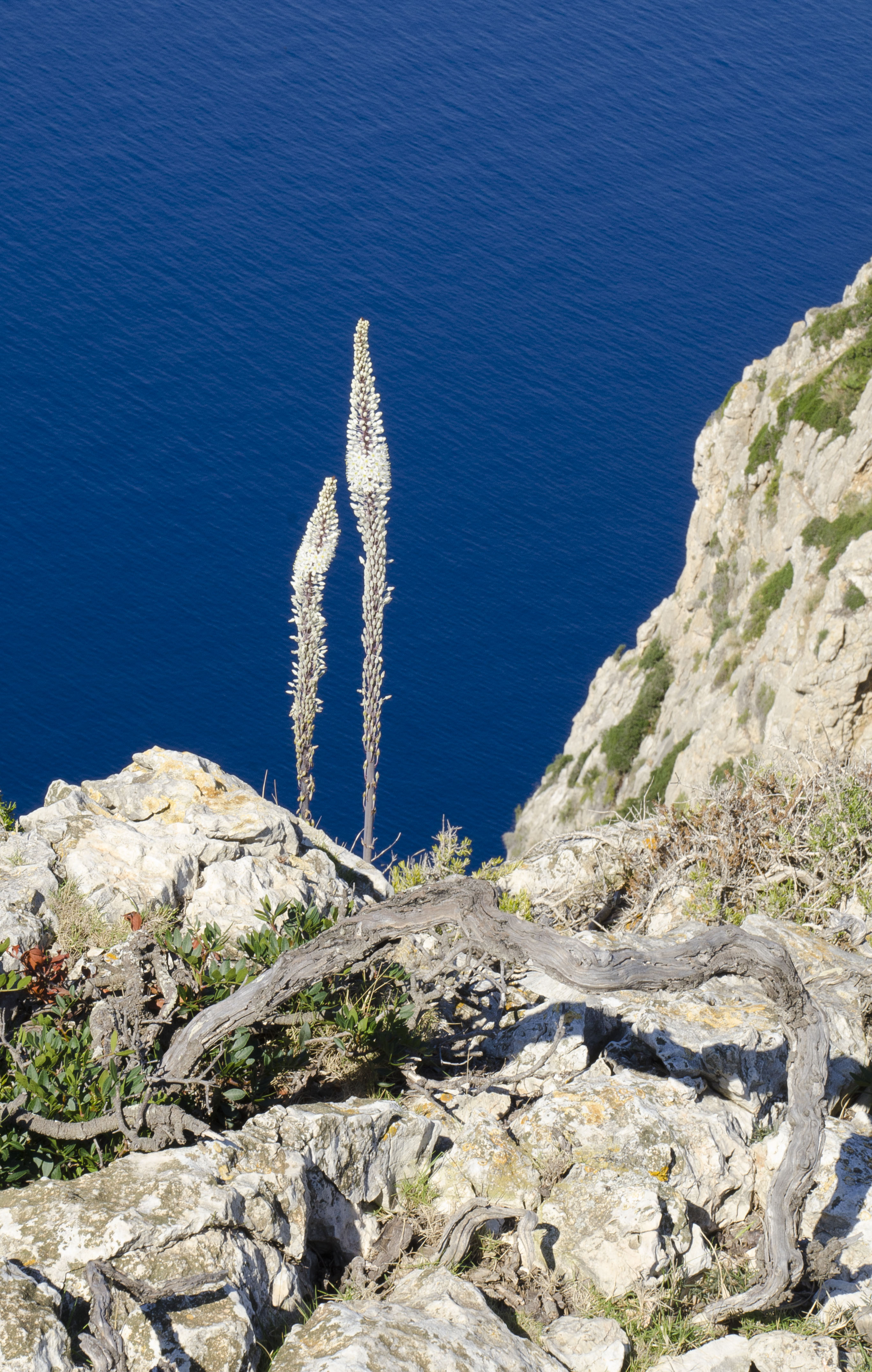
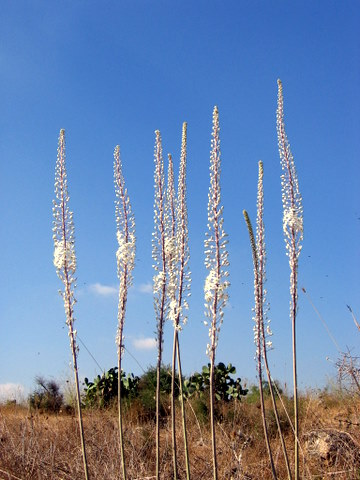
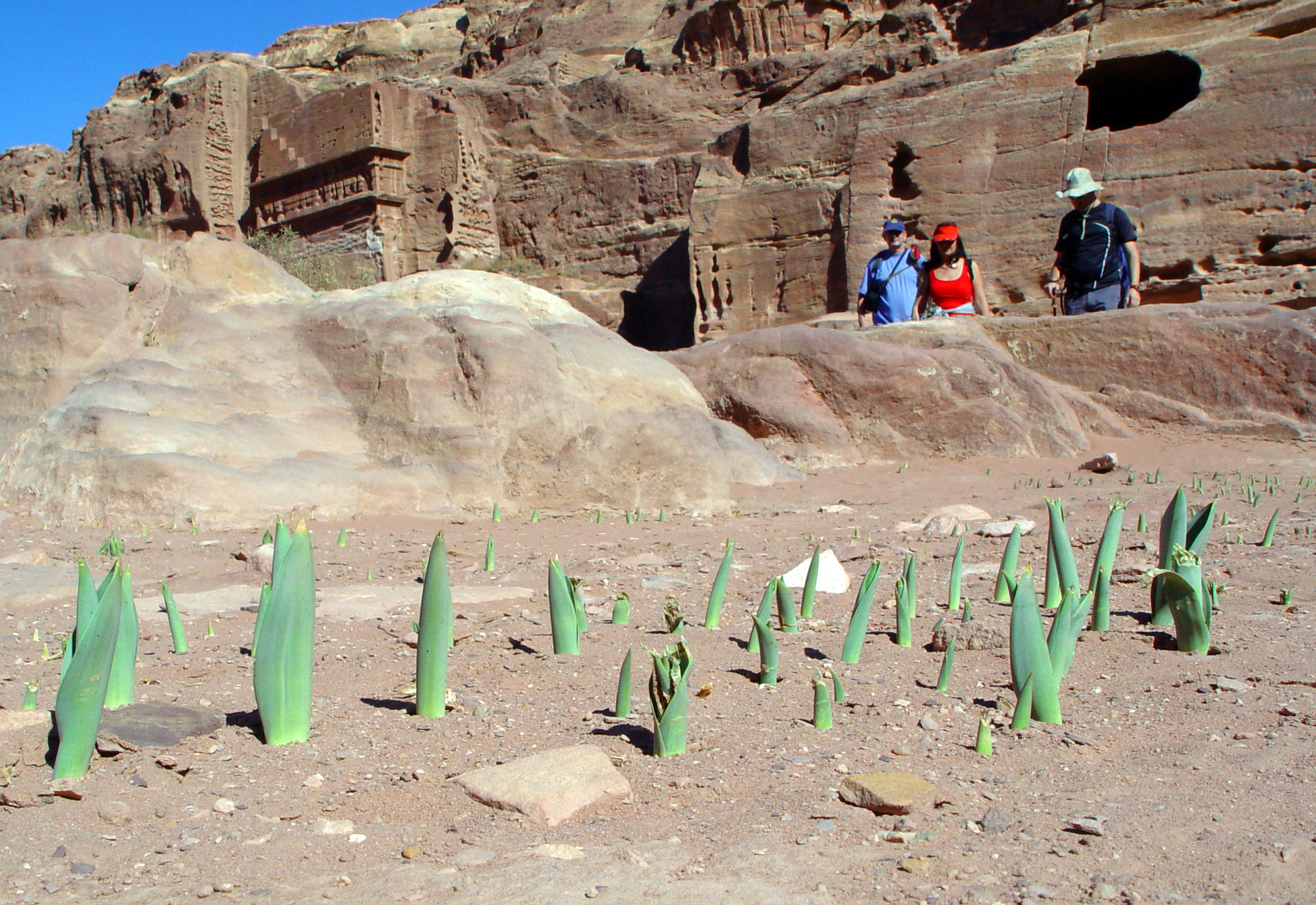